# Hoéville
Hoëville é uma comuna francesa na região administrativa de Grande Leste, no departamento de Meurthe-et-Moselle. Estende-se por uma área de 8,54 km². Em 2010 a comuna tinha 198 habitantes (densidade: 23,2 hab./km²).